# Де Конинк, Вим
Вим де Ко́нинк (нидерл. Wim De Coninck, род. 23 июня 1959, Дейнзе, Восточная Фландрия) — бельгийский футболист, игравший на позиции вратаря. По завершении игровой карьеры — тренер.
Выступал за клубы «Варегем» и «Антверпен». Участник чемпионата Европы 1984 года в составе национальной сборной Бельгии.

## Клубная карьера
Вим де Конинк родился в городе Дейнзе, но вырос в Барле. Он вырос в семье с шестью братьями и тремя сестрами, его брат Шарль также стал футболистом. В юном возрасте он присоединился к местному футбольному клубу «Барле», хотя его большой страстью был велоспорт. В 1975 году в возрасте 16 лет перешёл в молодёжный клуб «Варегем», а в сезоне 1978/1979 19-летний вратарь официально дебютировал за «Варегем». Стремительному старту помешали травмы, из-за совмещения учёбы и футбола де Конинк порвал ахиллово сухожилие и перенёс операцию на брюшных мышцах, пропустив сезон.
Лишь в 1980 году стал основным голкипером «Варегема». Год спустя «Варегем» дошёл до финала кубка, в котором проиграл «Ватерсхею» со счётом 2:0. Под руководством тренера Урбена Хезерта «Варегем» в середине 80-х годов превратился в команду, закрепившуюся в верхней половине турнирной таблицы. Большинство игроков того периода были полупрофессионалами и помимо футбола имели другую работу, сам де Конинк работал учителем физкультуры.
В сезоне 1984/1985 «Варегем» занял четвертое место в лиге, в результате чего квалифицировался в Кубок УЕФА. Скромный бельгийский клуб сначала без особого труда выбил датский «Орхус», а затем ещё и выбил из турнира испанскую «Осасуну». В 1/8 финала был обыгран топ-клуб Италии «Милан», после ничьей в домашнем матче бельгийский клуб неожиданно вырвал победу в гостях с общим счётом 2:3. В четвертьфинале «Варегем» встретился с югославским «Хайдуком». Обе встречи завершились со счётом 1:0 в пользу хозяев, в результате чего исход противостояния решался в серии пенальти. Де Конинк сам реализовал предпоследний пенальти за «Варегем», а затем сделал решающий сейв в серии. В полуфинале Кубка УЕФА бельгийский клуб покинул турнир, уступив «Кёльну».
В 1987 году после шести лет обучения слабослышащих детей де Конинк стал полноценным профессионалом и перешёл в «Антверпен». Несмотря на конкуренцию со стороны югославского вратаря Ратко Свилара, де Конинк первоначально стал основным вратарём команды. В первом сезоне Вима клуб занял третье место в лиге. В двух следующих сезонах «Антверпен», в котором помимо де Конинка были такие игроки, как Нико Класен, Алекс Чернятински и Руди Смидтс, всегда финишировал в пятёрке лучших.
В 1989 году вратарь Ратко Свилар снова получил больше игровых возможностей. Однако в 1991 году Вим снова получил свой шанс и стал основным голкипером, хотя клуб привлёк ещё одного опытного голкипера — Стевана Стояновича. 15 февраля 1992 года после болезненного поражения со счетом 2:8 от «Жерминаль Экерена» де Конинк окончательно потерял место в воротах. В том же году «Антверпен» выиграл кубок после захватывающего финала, в котором Свилар стал героем пенальти. В сезоне 1992/1993 «Антверпен» дошёл до финала Кубка европейских чемпионов, однако сам де Конинк в нём практически не играл и в финале был на скамейке запасных.
Летом 1993 года де Конинк последовал за тренером Вальтером Меусом в «Гент». Вим, живший в Генте с 1983 года, стал третьим голкипером команды, а также стал тренером резерва и помощником Лея Клейстерса. Так и не сыграв ни одного матча лиги или кубка за «Гент», он перешёл в «Андерлехт» в 1996 году, где снова был только третьим вратарём и на поле не выходил. После трёх сезонов де Конинк перешёл в клуб «Эндрахт» из Алста. Там он стал помощником тренера Барри Хюльсхоффа, тренером вратарей, тренером молодёжной команды и третьим вратарём. В 2000 году 41-летний вратарь завершил игровую карьеру.

## Карьера в сборной
В 1984 году вызывался в состав национальной сборной Бельгии, в составе которой так и не дебютировал, не сумев выиграть конкуренцию у Жана-Мари Пфаффа и Мишеля Прюдомма. Был одним из резервных вратарей команды на Евро-1984.

## После футбола
После завершения игровой карьеры он сменил Барри Хюльсхоффа на посту главного тренера «Эндрахта». Однако на протяжении всего сезона «Эндрахт» боролся за выживание, в результате чего в апреле 2001 года, за четыре игровых дня до конца сезона, де Конинк был уволен и заменён Ману Феррерой. Команда завершила сезон на шестнадцатом месте, чуть выше зоны вылета. За несколько месяцев до увольнения де Конинк претендовал на пост тренера клуба «Генк».
Перед началом сезона 2001/2002 де Конинк был назначен тренером «Антверпена», по ходу сезона получив лицензию Pro. Как и годом ранее, «Антверпен» под его руководством в основном находился в зоне вылета. В январе 2002 года его уволили, и на его место пришел голландец Хенк Хауварт.
После двух неудачных попыток на посту главного тренера де Конинк начал работать футбольным аналитиком. Он работал на Canal+, VT4 (во время чемпионата мира 2006 года) и Belgacom TV. В 2008 году он покинул Belgacom TV и стал спортивным директором «Руселаре». За короткое время он привлёк в клуб четырнадцать новых игроков, но после нескольких месяцев работы снова вернулся к своей работе аналитиком.

## Достижения
«Варегем»
- Суперкубок Бельгии: 1982

«Антверпен»
- Кубок Бельгии: 1991/1992